# コミックヘヴン
『コミックヘヴン』（COMIC HEAVEN）は、日本文芸社が2012年より刊行している月刊漫画雑誌。『週刊漫画ゴラク』増刊、毎月27日ごろ発売。
本項では、2010年から2012年まで刊行されていた前身誌の『さくらハーツ』（SAKURA HEARTS）についても記述する。

## 概要
前身の『さくらハーツ』は『週刊漫画ゴラク』の増刊として2010年12月9日に創刊した。美少女キャラクターを中心とする萌え路線を敷き、連載陣の大半が成人向け漫画出身者で占められていたが同じ隔月刊発行の競合誌である『チャンピオンRED いちご（以下、いちご）』（秋田書店）や『COMICすもも（以下、すもも）』（双葉社）に比べると扇情的なお色気路線の漫画は少なく、創刊号のキャッチコピーでは「熱いハートに、恋するハート!! オレたちの新少年コミック誌!!」と「少年誌」であることを強調していた。
『さくらハーツ』としての刊行は2012年4月9日発売の第9号を以て終了し、同年8月9日に『コミックヘヴン』とし新創刊した。創刊当初は連載の大半を『さくらハーツ』より継承していた。誌名には「漫画=天国」の思いが込められている。キャッチコピーは「強刺激満載の美少女コミック誌!!」となり、前身誌の「少年誌」を強調していた路線から競合誌の『いちご』や『すもも』と同様のお色気路線を強化した「青年誌」へ明確にシフトしている。また、『さくらハーツ』休刊と『コミックヘヴン』創刊の間に登場し第4の類似誌となるかと思われた『コミックキューガール』（実業之日本社）が2012年4月26日に創刊された当日に休刊を発表。さらに『すもも』は2013年2月12日発売号（VOL.16）にて、『いちご』は2014年8月5日発売号（VOL.45）をもって休刊した。
こうした状況の下、コミックスの売り上げでは「中卒労働者から始める高校生活」（佐々木ミノル）が紙・電子合わせて150万部を突破、「スンデレ!」（夏目文花）が30万部を突破するなど徐々にヒット作を生み出し始めているほか、「中卒労働者から始める高校生活」が連載作品で初のアニメ化を果たした（アニメ視聴アプリ「アニメBeans」での配信によるWEBアニメ）。
2021年3月に日本文芸社が電子書籍取次大手のメディアドゥ傘下に入ったことから、2021年4月発売の53号からは電子書籍での販売も開始した（価格は紙媒体と同じだが、販売は紙媒体より2週間程度遅れる）。
2022年8月に10周年となり、刊行頻度が隔月から月刊となることを発表。2023年3月発売の5月号より、毎月27日ごろ発売の月刊となった。

## 掲載作品
「SH」は前身誌の『さくらハーツ』から継続している作品。2025年9月号（93号）現在。

### コミックヘヴンより新連載
※『さくらハーツ』以外の雑誌から移籍してきた作品も含む。
- 異世界ソープランド輝夜 外伝 あんずクエスト〜おてんば泡姫の大冒険〜（猪熊しのぶ）：2023年7月号（67号） -
- お気の毒ですが、冒険の書は魔王のモノになりました。（原案：KAKERU・漫画：サイトウミチ）：創刊号 -
- おねチャ。（七竈アンノ）：40号 -
- クソザコボウコウ押井さん（つっつ）：2024年11月号[13]（83号） -
- 群青ロックンロール（森井崇正）：2025年1月号（85号）[14] -
- 新宿バッダスベイビーズ（大山満千）：2024年5月号（77号） -
- 青春プロタゴニスト 僕たちは恋愛過剰（五郎丸えみ）：61号 -
- だぶるぷれい（ムラタコウジ）：46号 -
- 中卒労働者から始める高校生活[15][16]（佐々木ミノル）：2号 -
- 虎は紫のアリス (もいろみ）：2025年5月号（89号） -
- ないしょの予習（森井暁正）：45号 -
- なまら！サキュってベア♡（がなり龍）：2025年9月号（93号） -
- 成瀬ちゆりはコスりたい！（東雲龍）：62号 -
- ハーボ・クエスト（ユウダイ）：2024年9月号[17]（81号） -
- 果て戻る異世界転生〜何回やっても幼馴染おねえちゃんに辿り着けない〜（葵蜜柑）：54号 -
- 秘蜜の金髪ツインテール（新居さとし）：2024年3月号（75号） -
- ブラック学校に勤めてしまった先生[18]（双龍）：31号 -
- ボクらのリビドー（乙本ロイ）：2023年5月号（65号） -
- 魔王と勇者しかいない世界（永井道紀）： -  2025年4月号（88号）（第2部完[19]）、2025年6月号（90号） -
- モフラブケモバディ！（蒼津ウミヒト）：2025年1月号（85号） -

### さくらハーツより連載継続
- 天空の扉（KAKERU）：SH4号 - 2025年7月号（91号）[20]、2025年8月号（92号） - （後日譚[21]）
- ヤンキークエスト（村上マコト）：SH創刊号 - 9号 CH2号 -

### 読み切り作品
- 圏外漫画 -アウト オブ コミック-（長谷川真也）：22号（26号より連載）
- 俺の神様は12しょうじょ（如月謙一）：2号
- GIRLS BE…（玉越博幸）：13号・21号・30号 ※『週刊漫画ゴラク』より再録
- 恋スル女子高生トカクシゴト（蒼津ウミヒト）：29号
- 新・校内写生（遊人）：14号  ※再録
- 超童帝ペニシオン（唐辛子ひでゆ）：7号
- ときめきエンコード・改（松本ドリル研究所）：10号 ※『月刊コミック電撃大王』（2003年11月号・2004年3月号）より再録。当時、かずみ義幸名義にて掲載。
- Noppan症候群（武田空）：2号
- のぞえもん（藤崎ひかり）：9号（13号より連載）
- 吠撫王ミキヒサ（小林マサト）：6号
- ぴちぱつ（さいだ一明）：6号（8号より連載）
- 僕の彼女はOLたん。（小石川れんず）：9号
- 昔々あるところに…ではなくて今、僕の目の前にオニっ娘がいる!（葵蜜柑）：創刊号（3号より連載）

### カラーイラスト
- 新旧スクール水着ギャラリー（がなり龍）：31号

### 移籍作品
- 青春、失格。[22]（あさひあける）：21号 - 26号まで連載。27号にて「ウェブコミック配信サイト」『ゴラクエッグ』への移籍を発表。2017年1月より『ゴラクエッグ』内、少女マンガ専門サイト『comicフレーバーズ』にて連載を再開。
- 龍眼RT -ドラゴンアイ-（藤山海里）16号 - 30号まで連載。30号にて「ウェブコミック配信サイト」『ゴラクエッグ』への移籍を発表。

### 休載作品
- 君と6時間の恋をした[23]（真昼てく）：27号 - 29号 ※30号より休載（もくじに休載の告知あり）
- シレーヌちゃん（永井豪&ダイナミックプロ）：創刊号 - 4号（作者コメントに休載の告知）
- 珍萌え〜ちんもえ〜 [24]（中村珍）：2号 - 6号（作者コメントに休載の告知）
- Tribes -トライブス-（浅田有皆）：5号 - 9号 （休載の告知あり）
- 脳にテコ入れ（たろプン）：SH9号 - 創刊号 ※2号より休載（もくじに休載の告知あり）

### 完結作品
- 圏外漫画 -アウト オブ コミック-（長谷川真也）：26号 -
- 青色ストライプ（盛田賢司）：34号 -
- アズールレーン THE ANIMATION 碧き航路にバカンスを（原作：アズールレーン製作委員会・漫画：がなり龍）：45号 - 2024年10月号（82号）
- 熱恋―ATSUKOI―（森井崇正）：59号 - 2024年12月号（84号）
- 有栖寺理夢は変態である[25][26]（玉越博幸）：20号 - 25号
- アレが生えてRe:Start!（東雲龍）：41号 -
- いけない二人とはじめての罰（かたせなの）：創刊号 - 5号
- 異世界大奥でJKは恋をする（大井昌和）：48号 - 59号
- 乾くんは犬飼さんの手綱を握りたい（もいろみ）：64号 - 2024年11月号（83号）
- いろはりたーんず（みき姫）：4号 - 9号
- おかしぐれ（ぽん竜太）：創刊号 - 4号
- おいちぃってゆってよ。（七竈アンノ）：10号 - 17号
- 俺が妹と結婚しているのはないしょだ（綾乃れな）：3号 - 8号 11号 - 20号
- 画狂少女（森井崇正）
- 下降世界ヲ辿ル物語（甘夏）：4号 - 7号
- ガチャ師に神引きされてみた（長谷川真也）
- 学校でいちばん地味な2人が付き合う話（てぃーろんたろん）：59号 - 2024年8月号（80号）
- 彼女とつーぴー[18]（森井暁正）：31号 - 42号
- 生真面目生徒会長は恋にあざとすぎる（吉田丸悠）：53号、56号 - 60号
- 君と6時間の恋をした（真昼てく）：27号 -
- 黒いセーラー服[18]（佐野タカシ）：30号 - 45号
- 恋からは逃げられない（長谷川真也）：2023年9月号 - 2025年4月号（88号）
- 氷の女王、ときめくる。（佐野タカシ）：8号 -14号
- 最速婚〜サイソクコン〜（近藤しぐれ）：58号 - 2023年8月号（68号）
- 斉藤さん家の妹はとってもエロリな天使と悪魔!（葵蜜柑）：15号 - 26号
- シニビトガタリ（魅魑）：35号、36号、39号 -
- 女子高生がマーク付き同人誌を描いてみた[23]。（東雲龍）：27号 -
- 女子小学星のおうじょさま（藤崎ひかり）：33号 - 46号
- 新・桜通信[27]（遊人）：10号 - 19号
- すーぱーそに子メシ（原作：ニトロプラス・超☆倶莉子）：32号 -
- スンデレ!（夏目文花）：創刊号 - ※『コミックBREAK』から移籍
- 青春は変態（山本中学）：54号 - 2023年5月号
- 世界の終わりのコンチェルト（嶋崎ちひさ）：SH8号 - 4号
- 瀧晏名の本性はSなのかMなのか俺だけが知っている。（佐野タカシ）：16号 - 27号
- 弦斬サンの命令は絶!対!!（さいだ一明）：22号 -
- デスルデス（鈴木大）：創刊号 - 4号
- とうげる! ヨツワちゃん。[28]（苺野しずく）：25号 - 28号
- ドカクエ 異世界ドカコッククエスト（渡辺保裕）：2023年12月号（72号） - 2025年5月号（89号）
- Night Walkers（あかざわRED）：SH7号 - 8号
- 流れ星に願うほど僕らは素直じゃない[29]（佐藤ミト）：18号 - 26号
- ねこ耳娘は猫かぶり（猫原ねんず）：2号 - 10号
- 人形の城（鬼ノ仁）：50号 -
- のぞえもん[30][31][32]（藤崎ひかり）：13号（予告編） - 18号（19号より連載中止[33][34] ※19号もくじにて「内容に不備があると判断し、連載を中止」の告知あり）
- 初めてのあの日、ぼくらは[35]（猪熊しのぶ）：17号 - 24号
- ぱち☆（もいろみ）：49号 -
- はねつくをとめ（唐辛子ひでゆ）：SH創刊号 - 3号
- ぴちぱつ（さいだ一明）：8号 - 13号
- ビッチJKの転生先は悪役令嬢でした（蒼津ウミヒト）：2023年6月号（66号） - 2024年7月号（79号）
- ひなたに凛と咲くひまわり荘（玉越博幸）：創刊号 - 10号
- ヒナタノユリ（よつば◎ますみ。）：49号 - 2024年10月号（82号）
- 非リアハイツはただいま満室。（猫原ねんず）：13号 - 21号
- 弟魂 〜ぶらこん〜（永井道紀）：創刊号 - 3号
- 本屋のコトハ 半分こ（よつば◎ますみ。）：28号 -
- 魔法少女 鬼塚さくら[1][2][36]（原作：本川耕平・ 作画：小林マサト）：SH5号 - 4号
- 魔法少女なら1105号室にいます（こよかよしの）：9号 - 17号
- まなかの杜[37]（成家慎一郎）：29号 - 38号
- 昔々あるところに…ではなくて今、僕の目の前にオニっ娘がいる! （葵蜜柑）：3号 - 7号 10号 -14号
- もえっくい☆日和（よつば◎ますみ。）：9号 - 23号
- やみキュン!（こよかよしの）：SH6号 - 7号
- ラブコメ彼氏と18禁彼女（八神健）：8号 - 10号 12号 - 15号
- りこっちはギャルのなか（葵蜜柑）：28号 -
- 私のご主人様になりなさい!（綾乃れな）：23号 - 32号

## さくらハーツ時代の作品

### 完結作品
- アカペ♡ラブ（咲良）：創刊号 - 7号
- アリカ アライブ（綾乃れな）：5号 - 9号
- アリスの花婿（小石川れんず）：創刊号 - 9号
- 演劇どうでしょう（青山千樹）：2号 - 9号
- おさななじみ 〜ナニワ恋しぐれ〜 純情篇（大谷じろう）：創刊号 - 6号 ※『コミックBREAK』から移籍
- おひさまロック（夏目文花）：創刊号 - 5号・9号（6 - 8号休載）
- カミツキ（深凪ウミヒト）：創刊号 - 6号
- 〜くのいち学園忍法帖〜 ヨガクレ（恵田真芽）：創刊号 - 9号
- 極貧令嬢 〜桜小路麗音の災難〜（緋桜紅亞）：2号 - 9号
- この世を花にするために（松本ドリル研究所）：SH創刊号 - CH9号 11号 -
- こはるペンシル（藤坂リリック）：4号 - 9号
- こんぷり!（浪州建博）：創刊号 - 6号
- ちちもも（三ツ森あきら）：2号 - 9号
- 紡 Tsumugi（田仲春也）：創刊号 - 9号
- ノア・NOAH（如月謙一）：6号 - 9号
- 花嫁の風（ありのひろし）：創刊号 - 9号
- みのる・おーばーすってぷ（永井道紀）：SH6号 - 9号
- モンスターペアレンツ（らっこ）：2号 - 4号
- ライジングハーツ（葵蜜柑）：創刊号 - 9号
- りもでる（たろプン）：創刊号 - 7号
- 歴史漫才（ぽん竜太）：3号 - 9号

### 読み切り作品
- クレーマーハンター彩音（大和田秀樹）：2号 ※『コミックBREAK』より再録
- 吐息に恋してトラブルメイク（武田空）：6号
- フルメタル父さん（大和田秀樹）：2号 ※『別冊漫画ゴラク』より再録

### 未完の作品
- エリーとデビュー（まぷる）：創刊号 ※2号より告知なしで休載、未完[要出典]
- プラチナKING（水島空彦）：創刊号 - 5号 ※6号より休載のまま未完[要出典]
- ペンコイ（おりもとみまな）：3号 - 7号 ※未完[要出典]

## CHコミックス
本誌連載作品の単行本は、『漫画ゴラク』系各誌で使用されている日本文芸社の基幹レーベル・ニチブンコミックスとは別に『コミックヘヴン』本誌と同時創刊したCHコミックス（CH COMICS）より刊行される。CHコミックスの前身レーベルは2011年7月に創刊したさくらハーツコミックス（SHコミックス）で、CHコミックスのロゴデザインはほぼSHコミックスのものを踏襲している。